# Джон Патрік Міклтвейт Бренен
Джон Патрік Міклтвейт Бренен (англ. John Patrick Micklethwait Brenan, 19 червня 1917 — 26 вересня 1985) — британський ботанік.

## Біографія
Джон Патрік Міклтвейт Бренен народився у Чізлгерсті, Бромлі, 19 червня 1917 року.
Бренен здобув ступінь магістра мистецтв у Оксфордському університеті у 1940 році та почав працювати в Imperial Forestry Institute (Oxford Forestry Institute) у Оксфорді. Він розпочав роботу в гербарії Королівських ботанічних садів К'ю у 1948 році та став главою Африканської секції у 1959 році. У 1952 році Бренен став членом Лондонського Ліннеївського товариства. У 1976 році він став директором Королівських ботанічних садів К'ю. Бренен був членом декількох наукових товариств та президентом Асоціації тропічної ботаніки з 1970 до 1971 року, а також Ботанічного товариства Британських островів у 1982 році. Джон Патрік Міклтвейт описав понад 360 видів рослин.
Джон Патрік Міклтвейт Бренен помер у К'ю 26 вересня 1985 року.

## Наукова діяльність
Джон Патрік Міклтвейт Бренен спеціалізувався на папоротеподібних та на насіннєвих рослинах.